# Adolph von Harbou

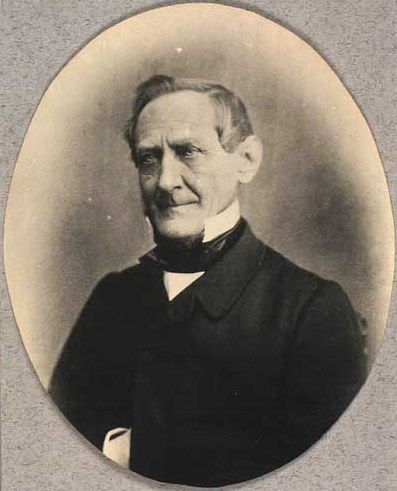
Adolph von Harbou

Andreas Paul Adolph von Harbou (* 3. Februar 1809 in Kopenhagen; † 24. Juni 1877 in Gera) war ein deutscher Politiker.

## Familie
Harbou war ein Sohn des Kammerherren und Rendsburger Zollverwalters Friedrich Hans Walter Harbou (1765–1832) und dessen Ehefrau Anne Marie Callumore geborene Prætorius (1777–1844). Der dänische Generalmajor Johannes Harbou war sein Bruder. Am 20. Juni 1836 heiratete er Joachime Sophie Anna Mathilde Hensen (* 7. April 1815 in Schleswig; † 6. April 1887 in Gera). Aus der Ehe gingen 13 Kinder hervor.
Er lebte bis zum 16. Lebensjahr in Kopenhagen und zog dann mit der Familie nach Rendsburg, wo er das Abitur ablegte. Er studierte 1828 bis 1832 Rechtswissenschaften an den Universitäten Kiel, Berlin, Göttingen und Kiel. Danach wurde er Assessor am Obergericht Gottorf. Mit der Verwaltungsreform 1834 wurde im Herzogtum Schleswig die Trennung der Rechtsprechung von der Verwaltung eingeführt. Harbou entschied sich für die Verwaltungsseite und wechselte als Büroleiter in die Schleswig-Holsteinische Regierung auf Schloß Gottorf, wo er 1846 zum Regierungsrat ernannt wurde. 1847 erhielt er den Dannebrogorden (Ritter).
Während der Schleswig-Holsteinischen Erhebung wurde am 24. März 1848 die Provisorische Regierung gebildet. Diese ernannte Harbou und Paul Henning von Rumohr zu Bevollmächtigten der provisorischen Regierung für Schleswig. August 1848 bis 1851 war er als Abteilungsleiter im Kieler Innen- und später Außenministerium tätig. Er blieb auch unter der Gemeinsamen Regierung und der Statthalterschaft im Amt. 1848–1849 war er Oberpräsident von Flensburg und nahm dort die Funktion des Bürgermeisters wahr. Daneben gehörte er als Abgeordneter der Schleswig-Holsteinischen Landesversammlung an. Er wurde für den Wahlkreis Schleswig 19 (Husum) gewählt.
Nach dem Ende des Aufstandes und der Wiederherstellung der dänischen Herrschaft gehörte Harbou zu denjenigen Politikern, denen im Patent für das Herzogthum Schleswig, betreff die Amnestie explizit die Amnestie verweigert (und der Dannebrogorden aberkannt) wurde. Er musste daher seine Heimat verlassen und war unter Herzog Bernhard II. von Sachsen-Meiningen vom 12. Mai 1854 bis September 1861 Staatsminister in der Regierung des Herzogtums Sachsen-Meiningen. Von 1866 bis zu seinem Tod war er Staatsminister (Regierungschef) von Reuß jüngerer Linie. Eine 1892 angelegte Straße in der Geraer Altstadt (seit 1950 Teil der Florian-Geyer-Straße) war zu seinen Ehren als Harboustraße benannt.